# Mexikanische Horn-Lanzenottern
Die Mexikanischen Horn-Lanzenottern (Ophryacus) sind eine Schlangengattung aus der Unterfamilie der Grubenottern. Die Gattung kommt mit drei Arten in höheren Lagen im mittleren Osten und Süden Mexikos vor. Die Tiere bewohnen trockene Gebüsche, tropische Laubwälder und Kiefern-Eichenwälder mit einer ausgeprägten Trockenzeit sowie Bergnebelwälder. Mexikanische Horn-Lanzenottern sind giftig, über die Giftwirkung bei Menschen ist bisher jedoch nichts bekannt. Der deutsche Name bezieht sich auf die auffallenden, horn- oder stachelähnlich verlängerten Schuppen über den Augen.

## Merkmale

### Körperbau
Mexikanische Horn-Lanzenottern sind kleine bis mittelgroße, relativ kräftige Schlangen. Der Kopf ist groß, breit und deutlich vom Hals abgesetzt. Die Schnauze ist zugespitzt und der Canthus ist scharf ausgebildet. Der Schwanz ist nicht zum Greifen geeignet. Die Arten haben Gesamtlängen von im Normalfall 37,5–50 cm, maximal 55–70 cm (O. undulatus).

### Beschuppung
Das Rostrale ist breiter als hoch und deutlich konkav. Es gibt drei Praeocularia, von denen das obere deutlich größer ist als die anderen. Die Arten zeigen 2 bis 6 Suboculare, 2 bis 4 Postoculare und 1 bis 4 Supraoculare. Ein einzelnes Supraoculare über dem Auge ist zu einem langen, relativ dünnen Stachel oder einem abgeflachten Horn verlängert. Häufig zeigen auch benachbarte Schuppen leichte Erhöhungen. Die Schuppen auf dem Canthus sowie die Internasalia können ebenfalls kurze Dornen tragen oder haben besonders hohe Kiele. Die Kopfoberseite ist mit kleinen, meist warzig gekielten Schuppen bedeckt.
Die Tiere haben 9 bis 20 Intersupraoculare. Die Anzahl der Supralabialia beträgt 10 bis 14, die Zahl der Infralabialia 9 bis 14. Die Anzahl der Bauchschuppen (Ventralschilde) variiert zwischen 141 und 178, die Zahl der bei O. undulatus geteilten, bei O. melanurus hingegen ungeteilten Subcaudalia zwischen 36 und 57 und die Anzahl der dorsalen Schuppenreihen in der Körpermitte beträgt 21.

### Färbung
Die Grundfarbe der Oberseite ist rötlich braun, olivbraun oder grau, hinzu können orange, gelbe oder grüne Färbungsanteile kommen. Auf dem Rücken zeigen die Tiere ein recht breites, dunkles Zickzack-Muster. An den Flanken befinden sich darunter eine oder mehrere Reihen kleinerer und diffuser Flecken. Die Kopfseiten sind ungezeichnet oder zeigen einen nicht sehr auffälligen dunklen Postokularstreifen, der sich vom hinteren Augenrand bis hinter den Schnauzenwinkel zieht.

## Verbreitung und Lebensraum
Mexikanische Horn-Lanzenottern sind auf Hochlagen zwischen 1600 und 2800 m Höhe im mittleren Osten und Süden Mexikos beschränkt. Die Tiere bewohnen dort trockene Gebüsche, tropische Laubwälder und Kiefern-Eichenwälder mit einer ausgeprägten Trockenzeit sowie Bergnebelwälder.

## Systematik
Campbell & Lamar erkannten im Jahr 2004 zwei Arten an, mittlerweile sind 3 Arten bekannt (Stand: Dezember 2022):
- Ophryacus smaragdinus Grünwald, Jones, Franz-Chávez & Ahumada-Carillo, 2015[2]
- Ophryacus sphenophrys (Smith, 1960)
- Ophryacus undulatus (Jan, 1859)

Eine molekulargenetische Untersuchung unter Einbeziehung der zwei Arten O. sphenophrys und O. undulatus hat die Monophylie der Gattung bestätigt.

## Lebensweise, Ernährung und Fortpflanzung
Die Arten sind wohl auch aufgrund der niedrigen Nachttemperaturen tagaktiv. O. undulatus ist zumindest teilweise baumlebend und wurde regelmäßig in drei bis vier Meter Höhe über dem Boden gefunden. Das bisher bekannte Nahrungsspektrum umfasst kleine Echsen und Säugetiere. Alle Arten sind lebendgebärend, Jungtiere werden meist am Anfang der Regenzeit geboren. Zwischen 3 und 13 Junge pro Wurf sind nachgewiesen.

## Gift
Mexikanische Horn-Lanzenottern sind wie alle Grubenottern giftig, über die Giftwirkung bei Menschen ist bisher jedoch nichts bekannt.